# Dyscia simplicaria
Dyscia simplicaria är en fjärilsart som beskrevs av Hans Rebel 1939. Dyscia simplicaria ingår i släktet Dyscia och familjen mätare. Inga underarter finns listade i Catalogue of Life.